# Lithophane suffusa
Lithophane suffusa är en fjärilsart som beskrevs av Tutt 1892. Lithophane suffusa ingår i släktet Lithophane och familjen nattflyn. Inga underarter finns listade i Catalogue of Life.